# László Tolnai
László Tolnai (ur. 7 marca 1963) – węgierski judoka.
Uczestnik mistrzostw świata w 1985, 1987, 1989 i 1991. Startował w Pucharze Świata w latach 1989-1993. Złoty medalista mistrzostw Europy w 1990 i brązowy w 1988 roku.